# Atarba (Ischnothrix) voracis
Atarba (Ischnothrix) voracis is een tweevleugelige uit de familie steltmuggen (Limoniidae). De soort komt voor in het Neotropisch gebied.